# Bazylika Maksencjusza

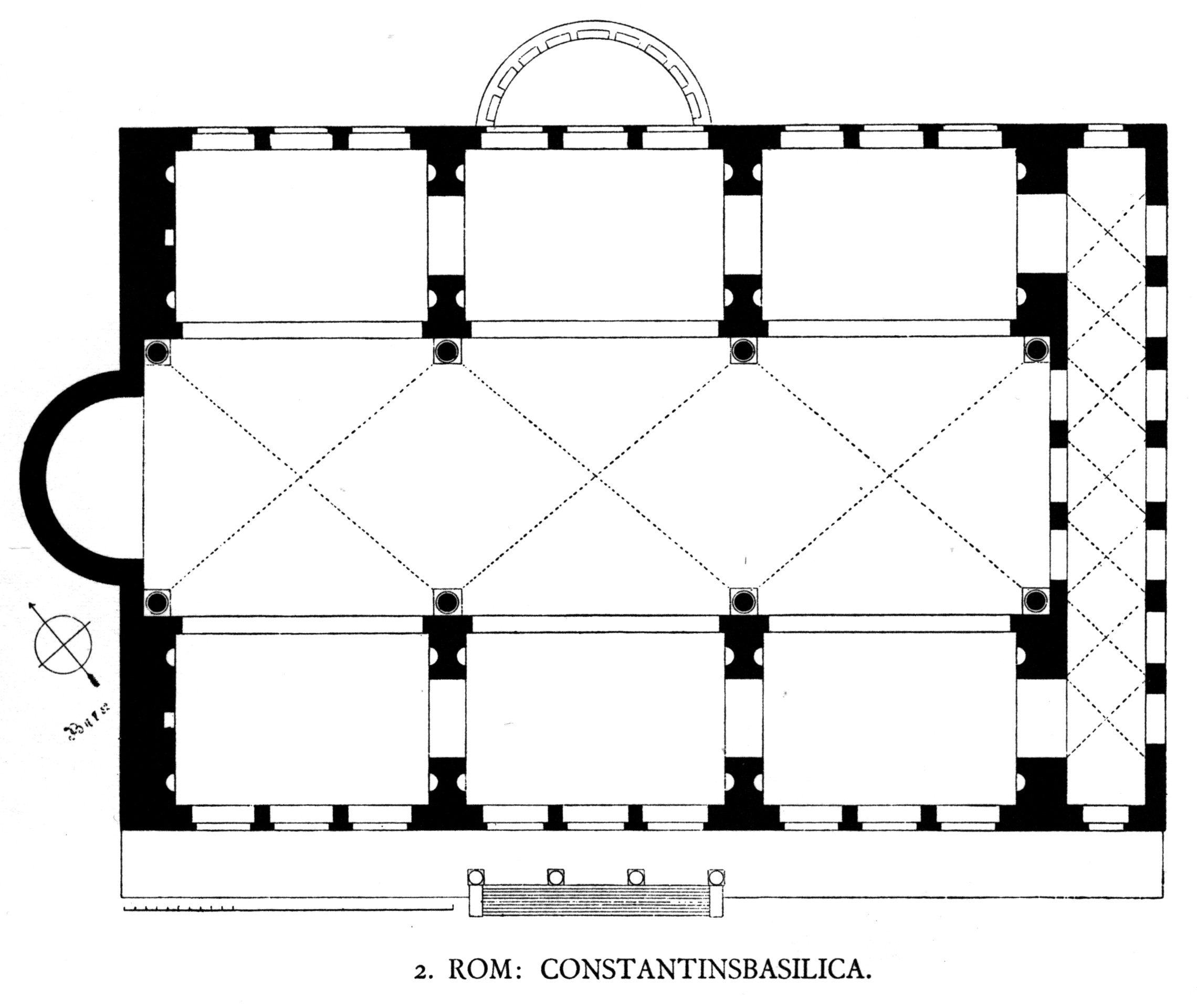
Rekonstrukcja planu bazyliki

Bazylika Maksencjusza – ostatnia z wielkich bazylik wzniesionych w Rzymie, znajdująca się na Forum Romanum, po północnej stronie Via Sacra. Budowę bazyliki rozpoczął cesarz Maksencjusz, ukończono ją już jednak za panowania Konstantyna Wielkiego po 313 roku.
Ustawiona na betonowej platformie o wymiarach 100×65 m budowla składała się z trzech naw, z których centralna miała 80 m długości, 25 m szerokości i 35 m wysokości. Trójdzielne sklepienie nakryte było kopułami, z których każda wspierała się na czterech wielkich monolitycznych kolumnach wykonanych z marmuru prokonezyjskiego. Zachowana do czasów współczesnych jedna z kolumn, wysoka na 14,5 m, od 1614 roku stoi na placu przed rzymską Bazyliką Matki Bożej Większej. W zachodniej apsydzie stał kolosalny posąg cesarza Konstantyna, wykonany z brązu i marmuru. Jego pozostałości, odnalezione w 1486 roku, znajdują się obecnie w Palazzo dei Conservatori na Kapitolu. Posadzki wyłożone były kolorowymi marmurami, natomiast ściany i kopuły pokryto malowanymi stiukami. Bazylika posiadała dwa rzędy okien. Główne wejście, poprzedzone niewielkim przedsionkiem, znajdowało się od strony wschodniej. Na ścianie południowej znajdowało się ponadto boczne wejście, z gankiem wspartym na czterech kolumnach z porfiru.
Do czasów współczesnych zachowała się jedynie północna część bazyliki. Reszta przypuszczalnie zawaliła się w trakcie trzęsienia ziemi w 847 roku.